# Lauren Williams
Lauren Williams (Toronto (Ontario), 13 september 1981), beter bekend als Angelina Love, is een Canadees professioneel worstelaarster die werkzaam was bij de Total Nonstop Action Wrestling (nu Impact Wrestling).
Williams maakte in 2007 haar debuut op TNA en bleef daar worstelen tot 2012. Twee jaar later maakte ze haar rentree bij TNA.

## In het worstelen
- Finishers
  - Botox Injection
  - Cramp
  - Lights Out
- Signature moves
  - Hurricanrana
  - Leg–feed enzuigiri
  - Running springboard arm drag
  - Shoulder jawbreaker
  - Snapmare gevolgd door een running low–angle front dropkick
  - Spinning wheel kick
- Worstelaars gemanaged
  - Texas Hell-Razors
  - Derek Wylde
  - The Gymini
  - Prince Nana
  - Johnny Parisi
  - Jimmy Rave
  - Chris Sabin
  - Simon Diamond
  - Krissy Vaine
  - Eric Young

## Prestaties
- Impact Wrestling Federation
  - Manager of the Year (2000)
- Old School Pro Wrestling
  - OSPW Women's Championship (1 keer)
- Total Nonstop Action Wrestling
  - TNA Women's Knockout Championship (6 keer, huidig)
  - TNA Knockouts Tag Team Championship (1 keer: met Winter)